# Anumeta atrosignata
Anumeta atrosignata — вид метеликів родини еребід (Arctiidae).

## Поширення
Вид поширений в Аравійській пустелі, на Синайському півострові, в Ізраїлі, Центральній Азії, Пакистані та Індії.

## Спосіб життя
Є два покоління на рік. Метелики літають з березня по липень. Личинки харчуються видами Calligonum.